# Vojenský újezd Libavá
 Vojenský újezd Libavá  é uma cidade em Distrito de Olomouc, Região de Olomouc na República Checa. Tem cerca de 1318 habitantes.